# Neurigona maculata
Neurigona maculata är en tvåvingeart som beskrevs av Van Duzee 1913. Neurigona maculata ingår i släktet Neurigona och familjen styltflugor. Inga underarter finns listade i Catalogue of Life.